# Dracaena reflexa var. angustifolia
La drácena, drácena marginata o dracaena de hoja fina (Dracaena marginata), (o Maribella) considerada un sinónimo de Dracaena reflexa var. angustifolia, es una especie fanerógama de la familia Asparagaceae, anteriormente incluida en Ruscaceae, originaria de Madagascar. 

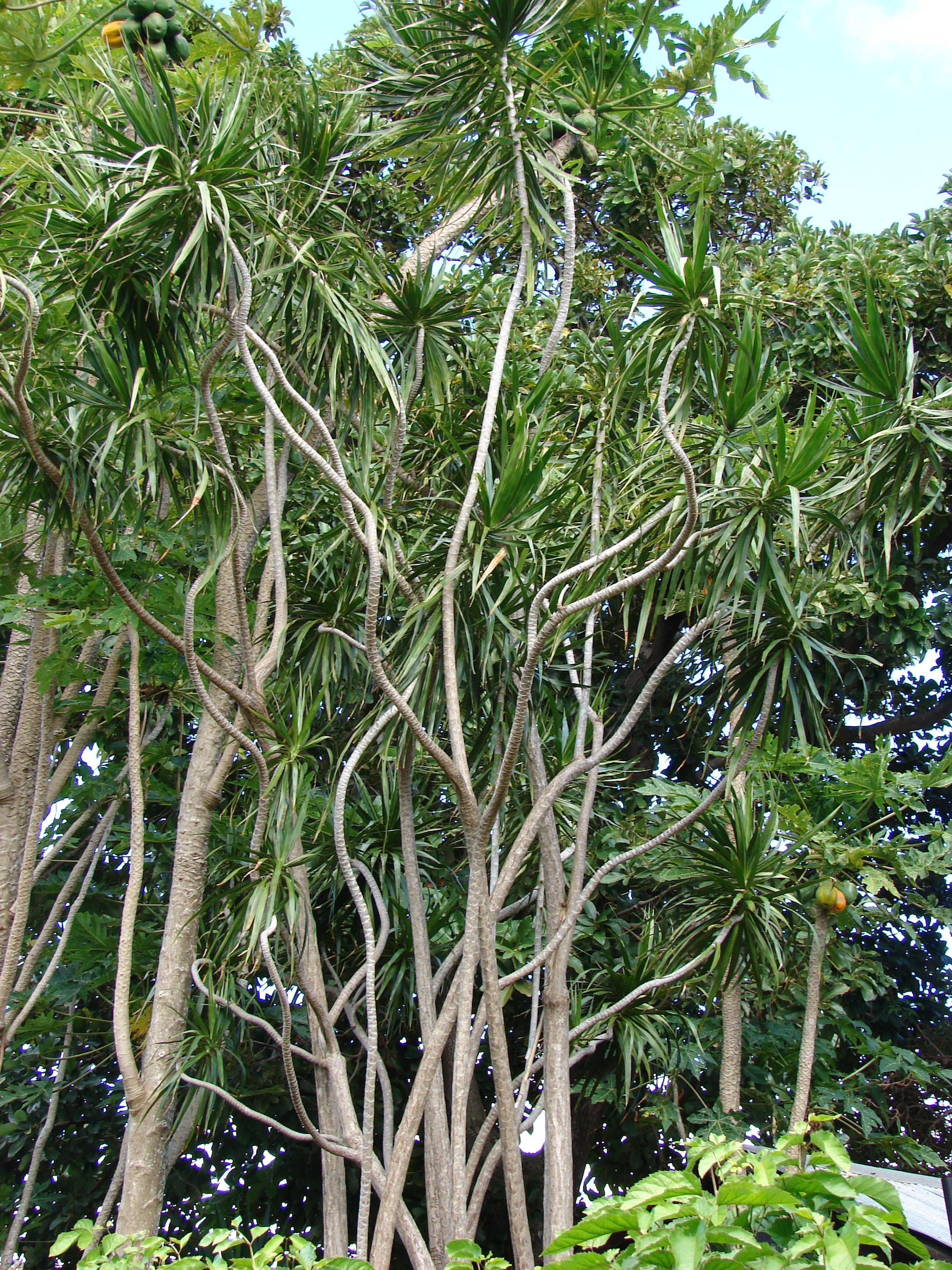
Vista de la planta

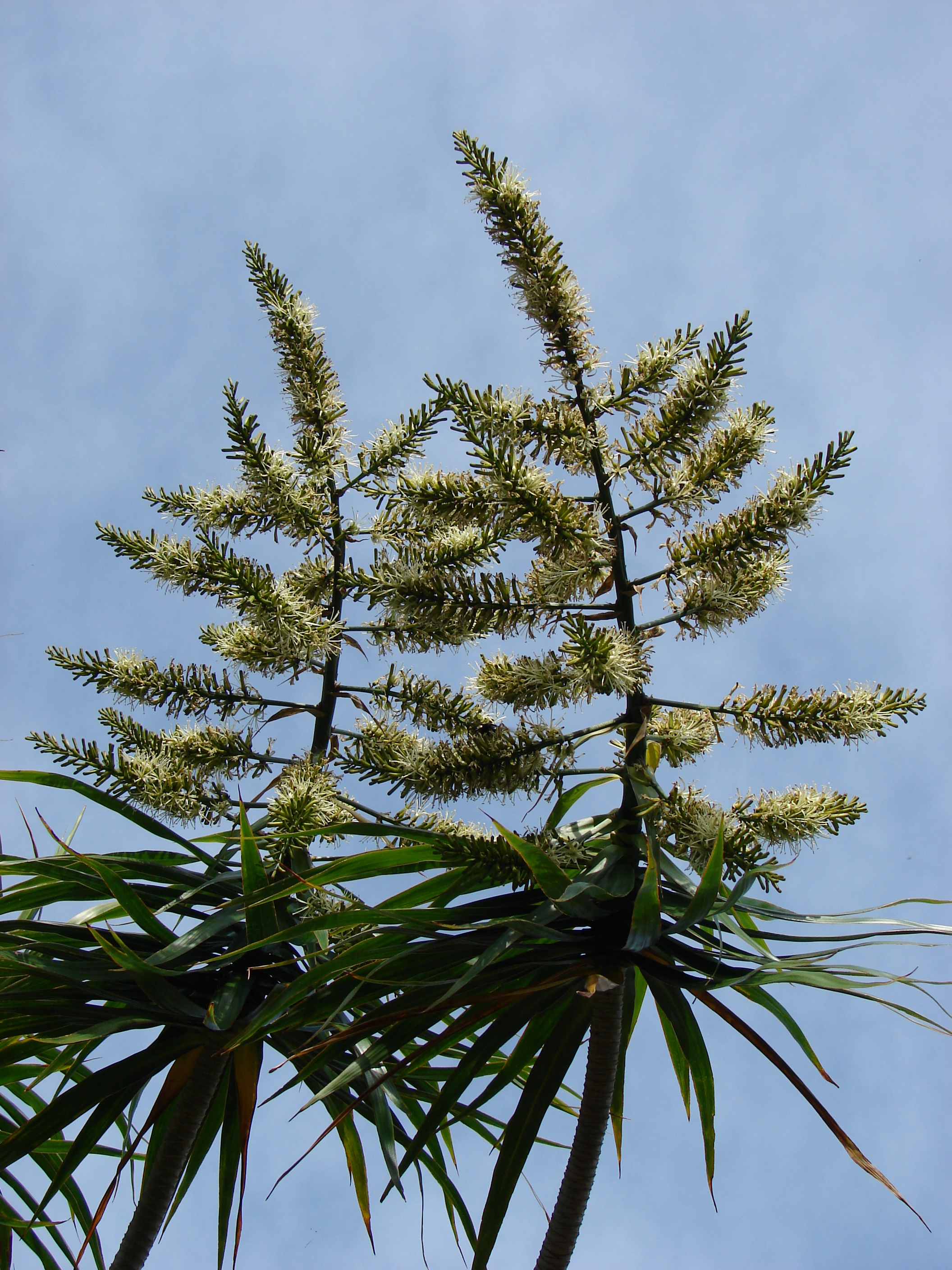
Inflorescencia

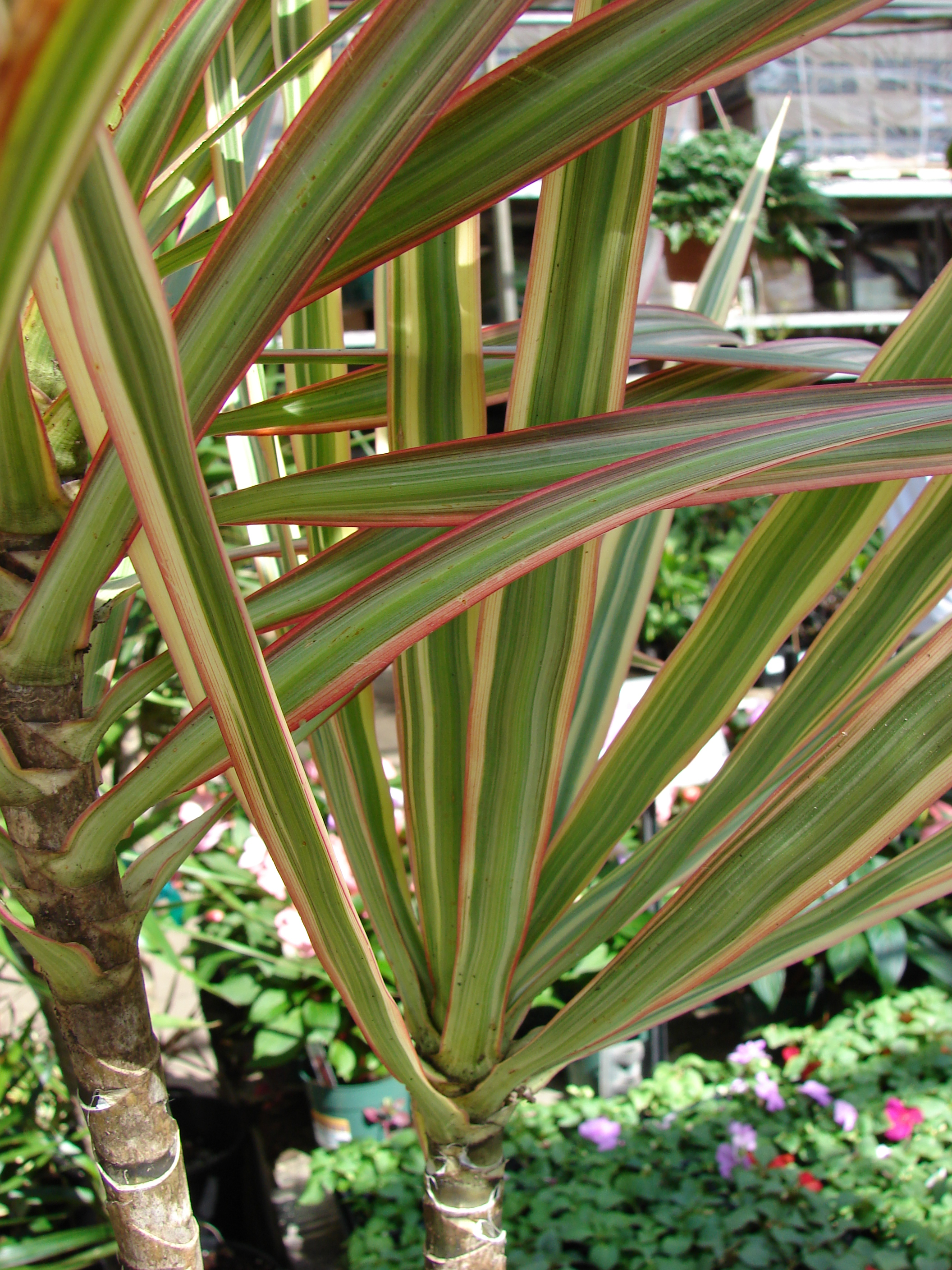
Hojas

## Descripción
Es un arbusto, con uno o varios troncos, de crecimiento lento, que puede llegar a alcanzar hasta los 5 m de altura. Sus hojas son lineares a lanceoladas, de entre 30 a 90 cm de longitud y de 2 a 7 cm de ancho, con un margen rojo oscuro al que debe su nombre.

### Cultivo y usos
Es una planta doméstica muy popular por la ornamentación de sus hojas, de coloración entre verde intenso y verde pálido con bordes rojos según las especies y cultivares. Requiere una temperatura mínima de 15 °C, y es más tolerante que la mayoría de las plantas al suelo seco y riego irregular. Dado que requiere pocos cuidados, es muy popular en las oficinas en donde el calor y la luz constantes le son propicios; crece correctamente con 63 a 73% de sombra, aunque el rojo de los bordes cobra mayor vividez con la exposición directa al sol.
Es una de las plantas usadas en los estudios para la limpieza del aire realizados por la NASA y ha demostrado que ayuda a eliminar el formaldehído.

## Cultivo
Se reproduce con facilidad por esquejes terminales. Requieren suelo bien drenado pero húmedo, con un pH entre 6 y 6,5. El exceso de acidez provoca clorosis en las hojas, mientras que la alcalinidad induce deficiencias en la absorción de hierro. La humedad ambiente ideal está entre el 60% y el 100%, y la temperatura óptima entre 21 y 31 °C. La fertilización debe llevarse a cabo con una mezcla en una tasa N:P:K de 3:1:2 a 3:1:3 durante el crecimiento. Mientras las sales del suelo no estén en niveles inferiores a 1,0 dS/m no requiere fertilizante adicional. No toleran bien las corrientes de aire cuando son jóvenes por la flexibilidad y delicadeza del tronco.

## Taxonomía
Dracaena reflexa var. angustifolia fue descrita por John Gilbert Baker y publicado en Journal of the Linnean Society, Botany 14: 531. 1875.
Dracaena marginata
angustifolia: epíteto latino que significa "con hojas estrechas".
Sinonimia
- Cordyline marginata (Lam.) Endl.
- Dracaena gracilis Salisb.
- Dracaena marginata Lam.
- Dracaena tessellata Willd.
- Draco marginata (Lam.) Kuntze
- Pleomele marginata (Lam.) N.E.Br.[3]